# Михайлов, Христо

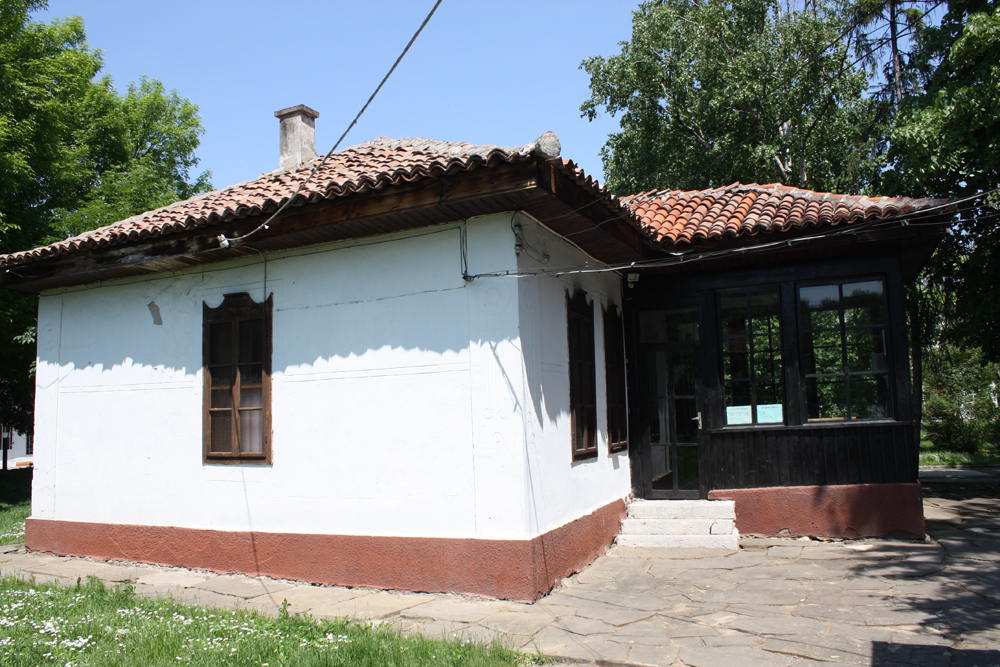
Дом-музей Христо Попова

Христо Михайлов Попов, в Болгарии известный как Христо Михайлов, (болг. Христо Михайлов Попов; 18 апреля 1893, Видин — 8 февраля 1944, София) — болгарский военный и государственный деятель, участник и руководитель Движения Сопротивления в Болгарии, командир НОПА Болгарии. Брат Ивана Попова, генерала армии и депутата Народного собрания Болгарии.

## Биография
Родился в Видине. Работал школьным учителем в селе Извор с 1911 по 1912 год. Был призван в болгарскую армию во время Балканских войн, окончил в 1914 году школу офицеров резерва. Участвовал в Первой мировой войне, попал в плен, освобождён был в 1920 году. Член БРСДП с 1918 года.
В 1921 году был избран в руководство БКП в Фердинанде. Участвовал в Сентябрьском восстании, командовал отрядом во время штурма города Фердинанд. Вместе с Замфиром Поповым участвовал во взятии Берковицы, а с Георгием Пырвановым в Бойчиновской битве. После разгрома восстания Попов бежал в Югославию, заочно был приговорён к смертной казни.
В 1924 году тайно вернулся в страну и попытался организовать в Видине и Пловдиве новое восстание против правящего режима. В апреле 1925 года его снова арестовали и повторно приговорили к смерти, однако заменили наказание пожизненным лишением свободы. В 1937 году он сбежал из тюрьмы, перебрался в Софию. Был избран членом ЦК БРП(к), окончил Софийский университет по специальности юриста.
Во Второй мировой войне был участником и руководителем Движения Сопротивления. До июня 1941 года неоднократно отправлялся в концлагеря. После гибели Цвятко Радойнова возглавил Центральную военную комиссию БРП(к), а после гибели Эмила Маркова возглавил Народно-освободительную повстанческую армию Болгарии. Является автором воинского устава партизанских сил Болгарии.
В июле 1942 года в третий раз был заочно приговорён к смерти. В феврале 1944 года в перестрелке с полицейскими был тяжело ранен, попал в руки полиции и был вскоре убит. В память о лидере движения Фердинандский партизанский отряд был переименован в отряд имени Христо Михайлова Попова.